# マヌエル・プッチャレッリ
マヌエル・プッチャレッリ（イタリア語: Manuel Pucciarelli、1991年6月17日 - ）は、イタリア・プラート出身のサッカー選手。ポジションはFW（セカンドトップ）。

## 経歴
エンポリFCのユース出身で、2011年5月29日のヴィチェンツァ・カルチョ戦で60分にミルコ・ヴァルディフィオーリとの交代でトップチームデビューする。マウリツィオ・サッリ監督の下2013-14シーズンにレギュラーを掴み、クラブはリーグ2位となりセリエA昇格を経験。2014年8月31日のウディネーゼ・カルチョ戦で83分にレヴァン・ムチェドリーゼに代わりピッチに立ち、トップディヴィジョンでの初のプレーとなった。9月23日のACミラン戦では、23分にチーム2得点目となる自身セリエA初ゴールを挙げる。その後3シーズンに亘りクラブのセリエA残留に貢献。エンポリでは公式戦合計170試合以上に出場した。
2016-17シーズンの結果エンポリはリーグ18位に終わり降格が決定すると、2017年7月11日にACキエーヴォ・ヴェローナへ2年間の買取オプション付きレンタルで移籍した。
2020年1月31日、デルフィーノ・ペスカーラ1936へシーズン終了まで期限付き移籍となる。2021年1月20日、UAE2部リーグのディッバ・アル＝フジャイラー・クラブへ半年間のローンとなることが発表された。
2021年9月にAリーグ・メンのメルボルン・シティFCに完全移籍。